# Pseudanamomis umbellulifera
Pseudanamomis umbellulifera är en myrtenväxtart som först beskrevs av Carl Sigismund Kunth, och fick sitt nu gällande namn av Eberhard Max Leopold Kausel. Pseudanamomis umbellulifera ingår i släktet Pseudanamomis och familjen myrtenväxter. Inga underarter finns listade i Catalogue of Life.